# Ли Лэйлэй
Ли Лэйлэй (кит. упр. 李雷雷; 30 июня 1977, Пекин) — китайский футболист, вратарь. Тренер вратарей сборной КНДР.

## Карьера

### Клубная карьера
Ли Лэйлэй начал профессиональную карьеру в футбольном клубе «Баи», за который дебютировал 1 августа 1999 года. В дальнейшем в течение пяти сезонов выступал за «ФК Баи» и стал основным вратарем команды. Тренер Чжу Гуанху пригласил игрока в «Шэньчжэнь Цзяньлибао», где он провёл удачный сезон, выиграв с командой Суперлигу в 2004 году. Затем игроком заинтересовался «Шаньдун Лунэн», в который он перешёл в 2006 году. Стабильность на последнем рубеже оказалась очень важной для команды и в сезоне 2006 года «Шаньдун Лунэн» завоевал титул чемпиона в Суперлиге, а также выиграл кубок страны. В дальнейшем вместе с командой завоевал ещё один титул чемпиона страны — в сезоне 2008 года. В 2011 году с «Шаньдуном» играл в финале кубка Китая по футболу, однако его команда уступила 1-2, а игрок вскоре после этого завершил карьеру.

### Международная карьера
В период удачных выступлений за «Шэньчжэнь Цзяньлибао» Ли Лэйлэй дебютировал за национальную сборную. Это случилось в 2005 году при тренере Чжу Гуанху. В этот период он играл второго номера после Лю Юньфэя до завершения его карьеры в 2006 году. С этого момента Ли стал первым номером сборной. Принимал участие в розыгрыше Кубка Азии по футболу 2007. В рамках турнира принял участие в двух матчах группового раунда, но затем получил травму и больше не выступал.

## Интересные факты
Отец Ли Лэйлэя — бывший тренер вратарей клуба «Бэйцзин Гоань» Ли Сунхай.

## Достижения
- «Шэньчжэнь Цзяньлибао»:

Суперлига Китая по футболу: чемпион, 2004
- «Шаньдун Лунэн»:

Суперлига Китая по футболу: чемпион, 2006, 2008
Кубок Китайской футбольной ассоциации: 2006